# Чернеча гора
Черне́ча гора́, або Тара́сова гора́ — гора в місті Канів, складова частина Шевченківського національного заповідника «Тарасова гора», місце поховання українського поета Тараса Шевченка.

## Географія
Тарасова (Чернеча) гора — складова частина Канівських гір і Мошенського плато, що розтягнулось на 70 км вздовж Дніпра. Ця гора — одна з найвищих у Каневі. Вона являє собою заокруглений прибережний виступ з дуже крутими схилами між двома ярами — Меланчиним потоком і Крутим ярком, який відмежовує гору зі сходу.
З північного сходу і з півночі гора межує з Дніпровою долиною, а на півдні вона переходить в тилову гору, яка двома пагорбами підноситься значно вище Тарасової і огороджується з півдня правим відгалуженням яру Меланчиного потоку Гнила Круча і на північному схилі закінчується крутими порізаними схилами.

### Геологія
Особливістю геологічної будови Тарасової гори, як і усіх Канівських гір, є дислокованість відкладів осадового чохла, які зім'яті у складки, зібрані у лускато-насувні структури. Район відомий в літературі, як Канівські дислокації. Від суміжних територій він чітко відрізняється своєрідним ландшафтом та унікальною будовою.
В будові геологічного розрізу території беруть участь докембрійські кристалічні утворення та потужна осадова товща, у складі якої встановлено відклади тріасової, юрської, крейдової, палеогенової, неогенової та четвертинної систем.
Дослідження геологічної будови району Канівських дислокацій проводяться з XIX століття, але й до нашого часу їхній генезис однозначно не з'ясований. Серед геологів існує кілька гіпотези походження дислокацій: зсувна, гляціальна, тектонічна або гляціально-тектонічна. Осадовий чохол в районі дислокацій зім'ятий в дрібні складки, що утворюють покривно-лускату зону. Основним типом дислокованих форм є складки-підкиди, зібрані в лускаті структури. Складки та луски перекинуті на захід.

## Історія

### Доісторичні поселення
У другій половині І тисячоліття до н. е. на горі Московка, в урочищі Ісковщина, на Сорокопудовій, Пилипенковій та Тарасовій (Чернечій) горах знаходились ранньослов'янські поселення зарубинецької культури.
Також на Тарасовій горі виявлено 3 поселення полян, курганний могильник та 12 скарбів Х—ХІІІ століть.

### Середні віки
У XVI столітті у Каневі був організований козацький монастир, в якому доживали вік бездомні та покалічені козаки. До сьогодні одна з вулиць, яка підступає до Тарасової гори, носить назву Монастирок. Та й сама гора, яка колись належала монастиреві і по якій ходили ченці в чорних ризах (чернеці), згідно з народною етимологією почала називатися Чернечою.

### Шевченко і гора
Новітня історія Чернечої гори розпочалася 22 травня 1861 року, коли на ній перепоховали Тараса Шевченка. Канівці перейменували гору на Тарасову. Влітку 1884 року за народні кошти на Тарасовій горі збудували перший народний музей Кобзаря — Тарасову світлицю, впорядкували його могилу і встановили монументальний чавунний пам'ятник-хрест за проектом академіка архітектури Віктора Сичугова.
10 червня 1918 року Рада Міністрів Української Держави визнала могилу Тараса Шевченка національною власністю.
Сучасного вигляду Шевченківський меморіал набув влітку 1939 року зі встановленням на могилі Кобзаря бронзового пам'ятника (скульптор Матвій Манізер, архітектор Євген Левінсон) і спорудженням літературно-меморіального музею (архітектори Василь Кричевський і Петро Костирко).

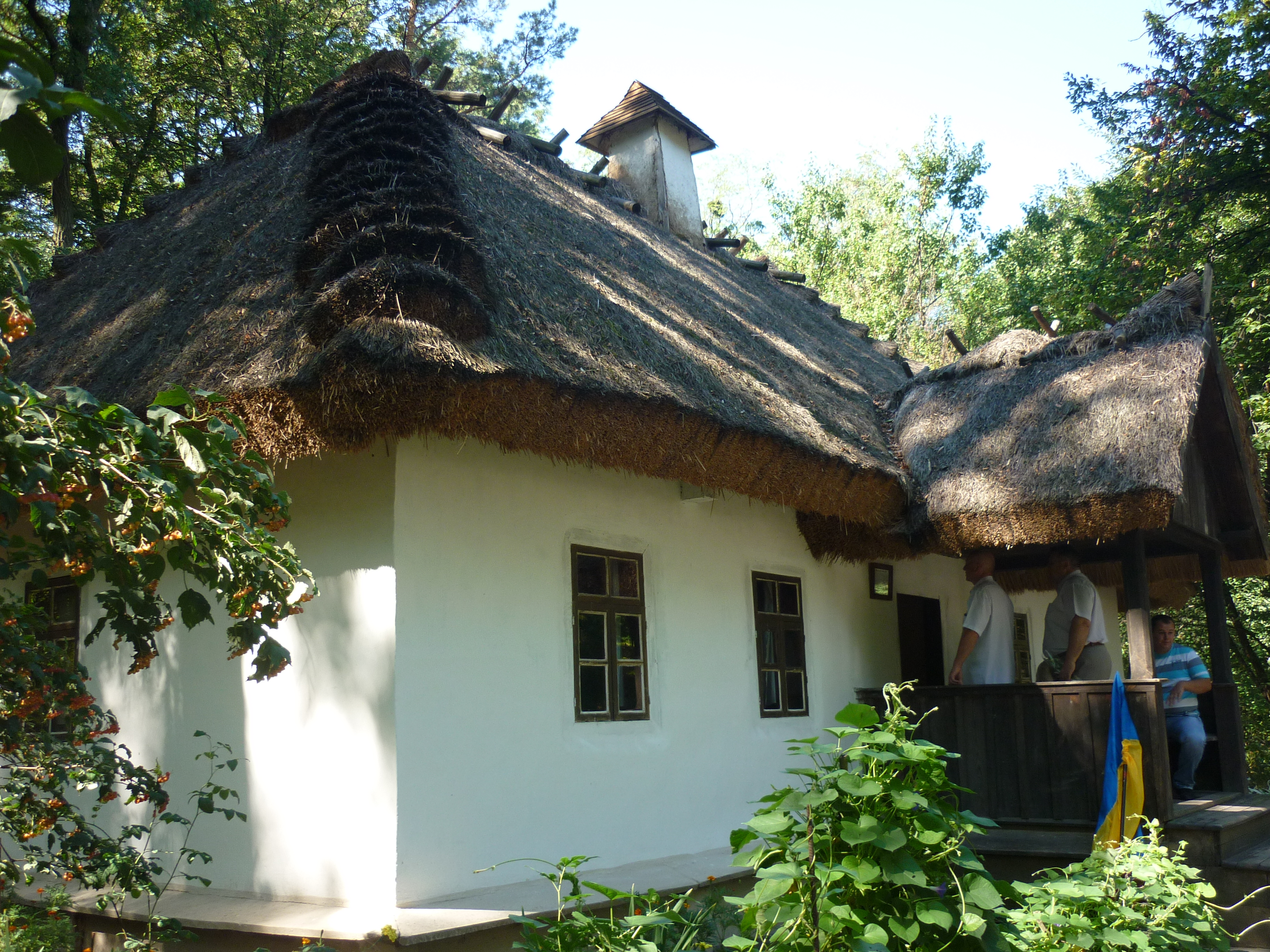
Сучасний вигляд «Тарасової світлиці»
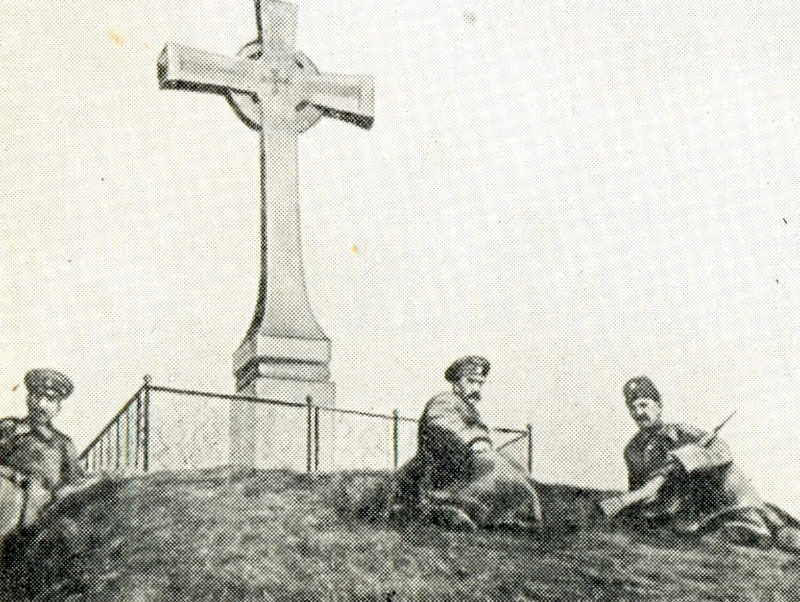
Жандарми біля могили Тараса Шевченка, 1914 рік

Музейний ансамбль доповнив гранітний комплекс сходження (1977) і відтворена 1991 року «Тарасова світлиця» — перший народний музей Тараса Шевченка.

### ХХ століття
У 1914 році, коли виповнювалося 100 років від дня народження Шевченка, царський уряд спеціальним циркуляром заборонив святкувати цей ювілей. У березні всі охочі почали з'їжджатися в Канів до могили поета. Але доступу на Тарасову гору не було. ЇЇ оточили жандарми, підсилені сотнею козаків. Навіть на могилі Шевченка лежали жандарми з гвинтівками напоготові.
У 1923 році академік Володимир Різниченко вніс пропозицію про створення Державно-національного Заповідного Парку на Тарасовій горі. На думку вченого, охорона Шевченкової могили вимагала насамперед охорони навколишньої природи. Лише насадженням лісів можна було зупинити розмивання та руйнування ярів, які загрожували горі. З проєктом вчених, які підтримали Різнеченка, ознайомився уряд і ухвалив рішення створити біля Канева два заповідники: науково-освітній на Тарасовій горі та природничий — в районі сусідніх гір.
15 серпня 1941 року німецькі війська зайняли Канів. Серед іншого, вони пограбували державний заповідник «Могила Тараса Шевченка» — збитків було завдано на 300 тисяч карбованців. У спустошених залах музею німці влаштували казарму для солдат, а потім перетворили його в концтабір. Після війни заповідник відновили.
31 травня 1964 року на Тарасовій горі відбувся багатотисячний мітинг, на якому виступив Голова Ради Міністрів УРСР Іван Казанець. На мітингу були присутні керівники партії та уряду Радянської України, учасники міжнародного форуму діячів науки і культури — посланці 43 країн світу, представники республік Радянського Союзу та всіх областей УРСР. Учасники свята поклали на могилу 150 вінків та посадили на Тарасовій горі 150 пам'ятних дубків.

## Сучасність
Біля підніжжя гори розташований відбудований річковий вокзал з пристанню. Перед сходами облаштовано майданчик для відвідувачів з автостоянкою, штучною водоймою та розкладками з сувенірами для туристів. Сходи на гору нараховують 392 сходинки, вони ведуть на самий верх, до пам'ятника. На прольотах сходів розташовані майданчики для відпочинку. На самій горі облаштовано майдан перед могилою Шевченка та музеєм.

### Вручення Шевченківської премії
В окремі роки на Чернечій горі здійснюється вручення Національної премії України імені Тараса Шевченка.
6 березня 2013 року Президент України Віктор Янукович вручив премії у Шевченківському національному заповіднику.
9 березня 2019 року Президент України Петро Порошенко вручив премії лауреатам 2019 року.

### Мотофестиваль
З 2003 року в Каневі проходить Міжнародний мотофестиваль «Тарасова Гора». У 2009 році на базі «Придніпровська», де проходив фестиваль, було зареєстровано близько 4 тисяч учасників, що, за словами організаторів, рекорд всіх попередніх років. Крім українців, в Канів приїхали байкери з Білорусі, Молдови, Росії, Литви, Латвії, Німеччини, Польщі, Словаччини, Казахстану, Швейцарії, Норвегії та Об'єднаних Арабських Еміратів. Найдовшу дорогу на мотоциклах пройшли гості з Владивостока. У силових конкурсах по метанню двигуна і колективному перетягуванню каната перемогли київські байкери. Також у рамках фестивалю проходив конкурс татуювань і змагання дівчат — «Міс Тарасова гора-2009». Кульмінацією свята став виїзд найбільшої мотоколони України на Тарасову гору до пам'ятника Тарасу Шевченку.

## Проїзд
У Каневі на Тарасову гору їде міський автобус № 2. До гори веде вулиця Шевченка.

### Фото
- Шевченківський заповідник. Фото
- Тарасова гора у різні пори року. Фото
- Подорожі до Тарасової гори. Фото
- Христина Стебельська: «Шлях до Шевченка». Фото
- Христина Стебельська: «Квіти для Шевченка завжди важливіші за слова». Фото [Архівовано 23 лютого 2014 у Wayback Machine.]
- Христина Стебельська: «Фото на Тарасовій горі завжди пам'ятаєш» [Архівовано 24 лютого 2014 у Wayback Machine.]

### Відео
- Канів. Тарасова гора// Телесеріал «Унікальна Україна». Частина 7_2.